# اجائو
اجائو (به لاتین: Ajao) یک منطقهٔ مسکونی در کنیا است که در North Eastern Province (Kenya) واقع شده‌است.